# Juan de la Huerta
Juan de la Huerta (1413-1462?) was een Spaanse beeldhouwer, afkomstig uit Daroca in Aragón (Spanje). Hij was vooral actief in het hertogdom Bourgondië, waar hij bekend was als Jean de la Huerta.

## Biografie
Over de herkomst van de kunstenaar is veel gediscussieerd, maar beweringen dat hij uit Aveyron of Avignon zou zijn berusten op verschrijvingen. Een contract met de hertog Filips de Goede van Bourgondië in 1442 vermeldt duidelijk zijn herkomst. 
De levensloop van Juan de la Huerta is tamelijk obscuur. Het is echter duidelijk dat hij een krachtige persoonlijkheid was, die zijn opdrachtgevers vaak voor problemen stelde. Tussen 1439 en 1441 dook hij op in Bourgondië; hij kreeg toen de opdracht voor het vervaardigen van drie graftombes met pleuranten voor de cisterciënzerabdij van Mont-Sainte-Marie in Granges-Sainte-Marie in de Jura. In 1443 werd hij in Dijon door de hertog van Bourgondië gecontracteerd. In 1459 vluchtte hij na moeilijkheden naar Mâcon; in 1462 verbleef hij Chalons, waar hij waarschijnlijk gestorven is. Hoewel Juan de la Huerta in verschillende andere plaatsen gewerkt heeft, is vooral zijn rol in de evolutie van de vijftiende-eeuwse Bourgondische beeldhouwkunst van kunsthistorisch belang.

## De werken in Bourgondië
Na zijn eerste opdracht in Granges-Saintes-Marie kreeg Juan de la Huerta van hertog Filips de Goede in 1443 de opdracht de graftombe van Jan zonder Vrees en Margaretha van Beieren, waaraan Claus van de Werve tot aan zijn dood in 1439 gewerkt had, te voltooien. Beide opdrachten verwierf hij, omdat hij in zijn geboorteland al kennis had gemaakt met de Vlaams-Bourgondische grafkunst. Hij heeft het grootste deel van de pleuranten gemaakt. Door de houding van de beelden en het ritme van de plooien van de gewaden wordt een zeer bewogen stemming gesuggereerd.
In 1443 werkte hij ook voor het karmelietenklooster van Chalon-sur-Saône. In 1444 ontving hij een opdracht voor een altaarstuk in de oude kerk van Saint-Jean in Dijon. Het werk was nauwelijks voltooid toen het in 1445 bij een verbouwing van de kerk verloren is gegaan. Tezelfdertijd werkte hij aan een grafkapel in de kapittelkerk Saint-Jean-Baptiste nabij het hertogelijk kasteel Rouvres (1448). Jean de la Huerta heeft tussen 1449 en 1450 ook gewerkt voor de familie van kanselier Rolin in Autun. Hij kreeg bij die gelegenheid van de hertog de exclusieve rechten voor de exploitatie van goud en zilver, blauw en azuur in Bourgondië. Beelden in een zevental kerken in Dijon zijn aan Juan de la Huerta toegeschreven.

## Overige werken
In Avignon vervaardigde hij beelden van Martha en Lazarus.
In de basiliek Virgen del Pilar in Zaragoza is het beeld van de Maagd op de pilaar aan Juan de la Huerta toegeschreven, evenals de bas-reliëfs van de “Capilla de los Corporales” in zijn geboortestad Daroca.

## Galerij

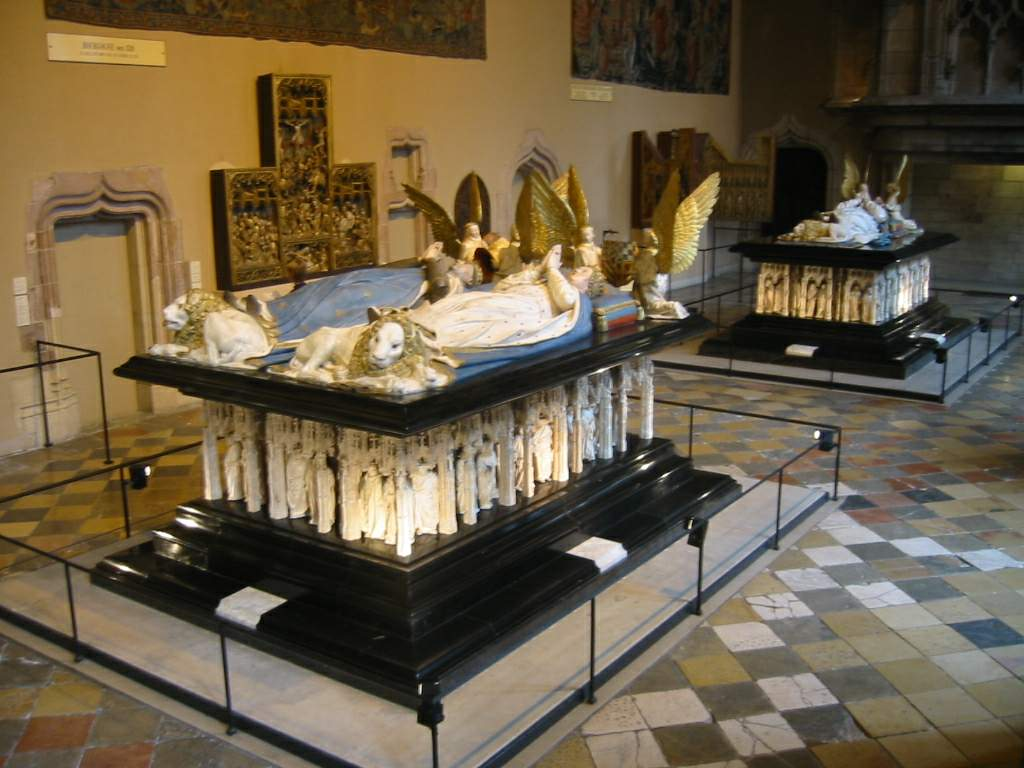
Graftombe van Jan zonder Vrees en Margaretha van Beieren gemaakt door Claus van de Werve, Juan de la Huerta en Antoine Le Moiturier. Dijon
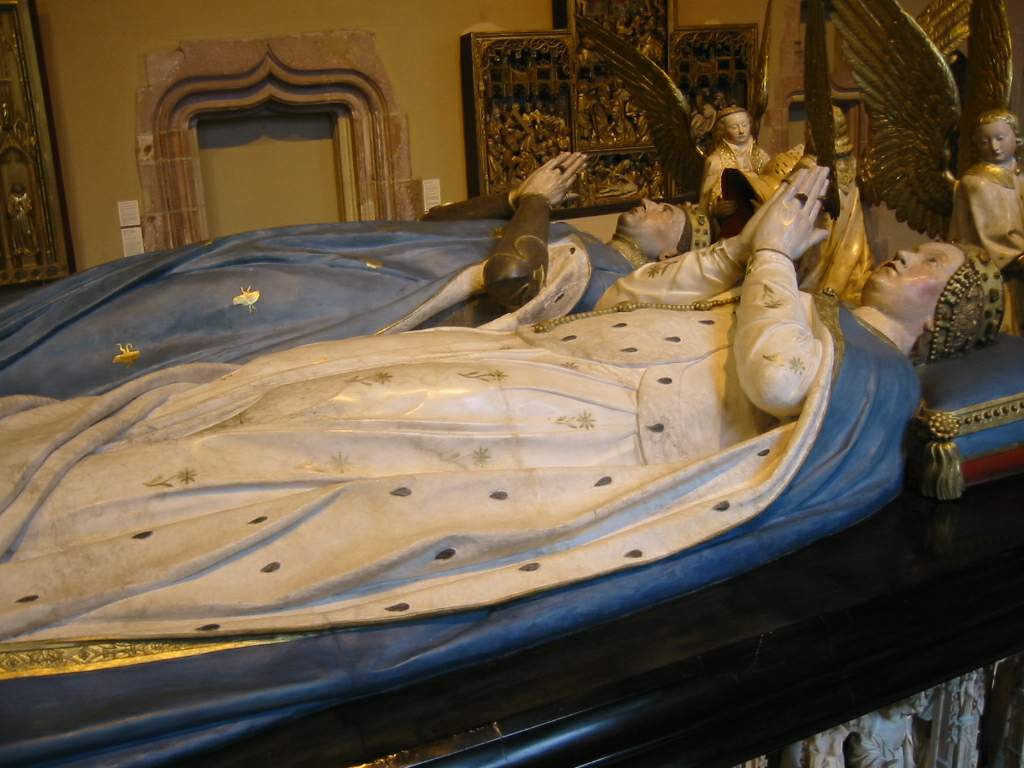
De gisant op de tombe van Jan zonder Vrees en Margaretha van Beieren gemaakt door Claus van de Werve, Juan de la Huerta en Antoine Le Moiturier. Dijon
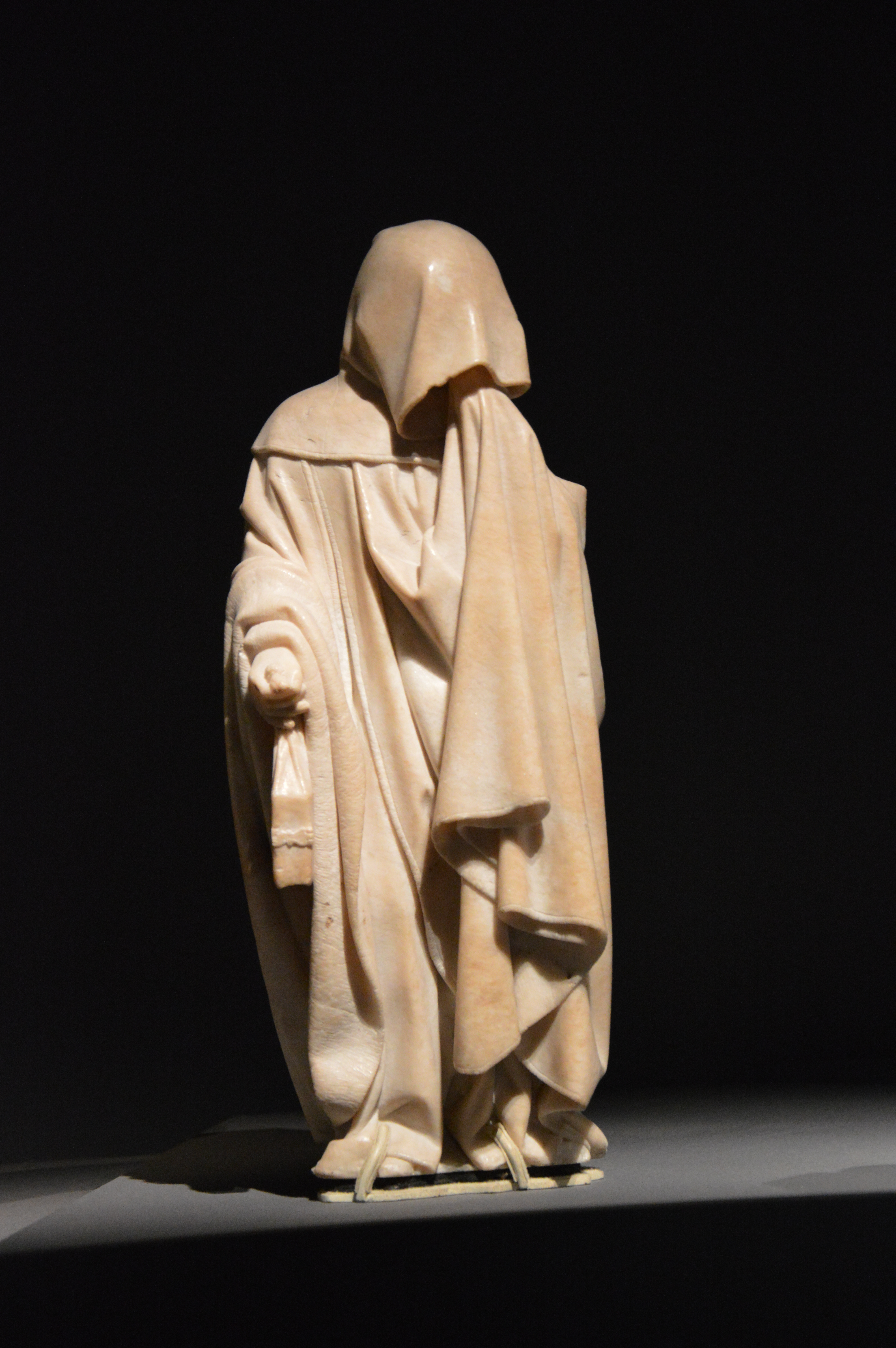
Pleurant van graftombe van Jan zonder Vrees en Margaretha van Beieren. No 51.
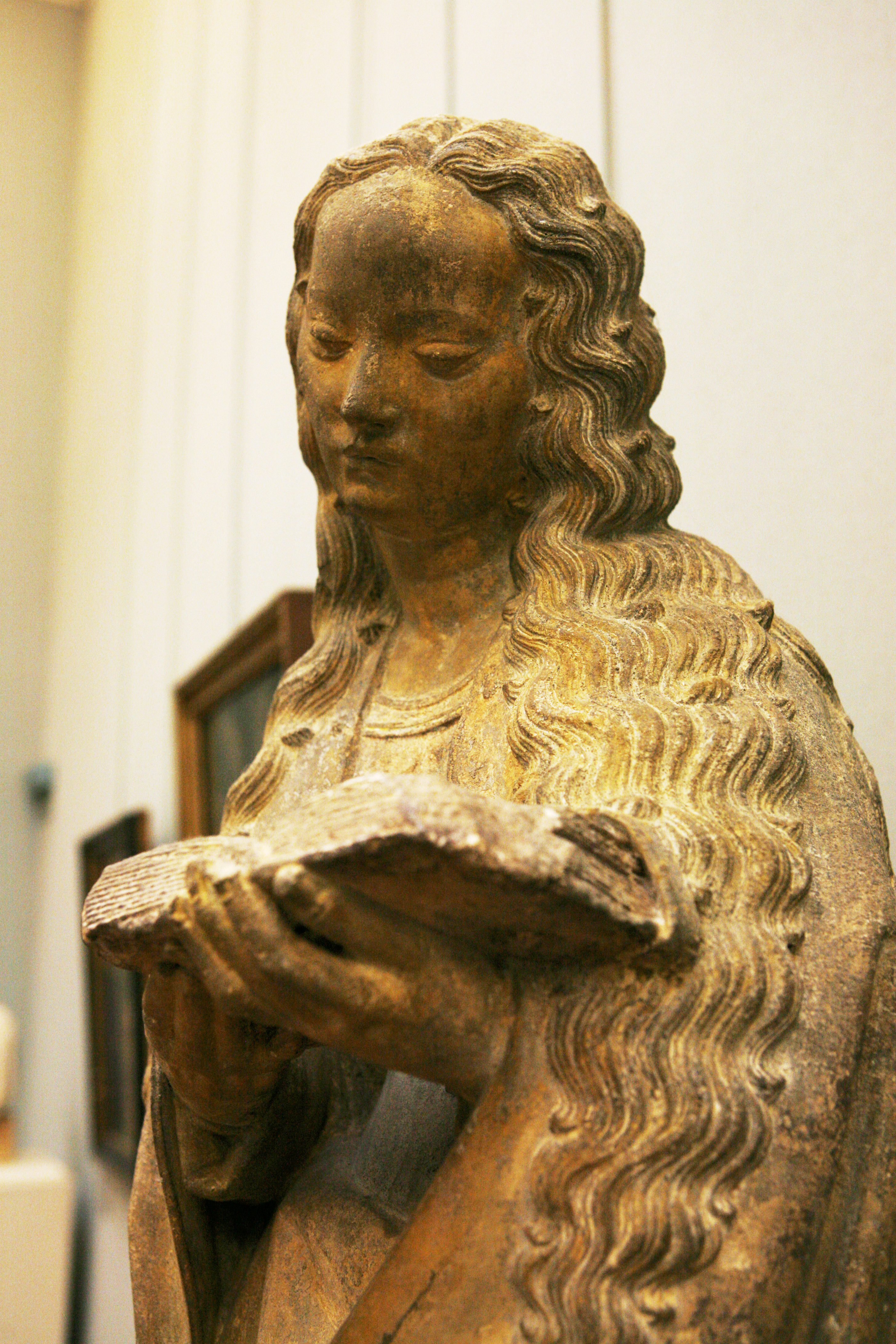
Lezende heilige. Beeld toegeschreven aan de werkplaats van Juan de la Huerta. Dijon
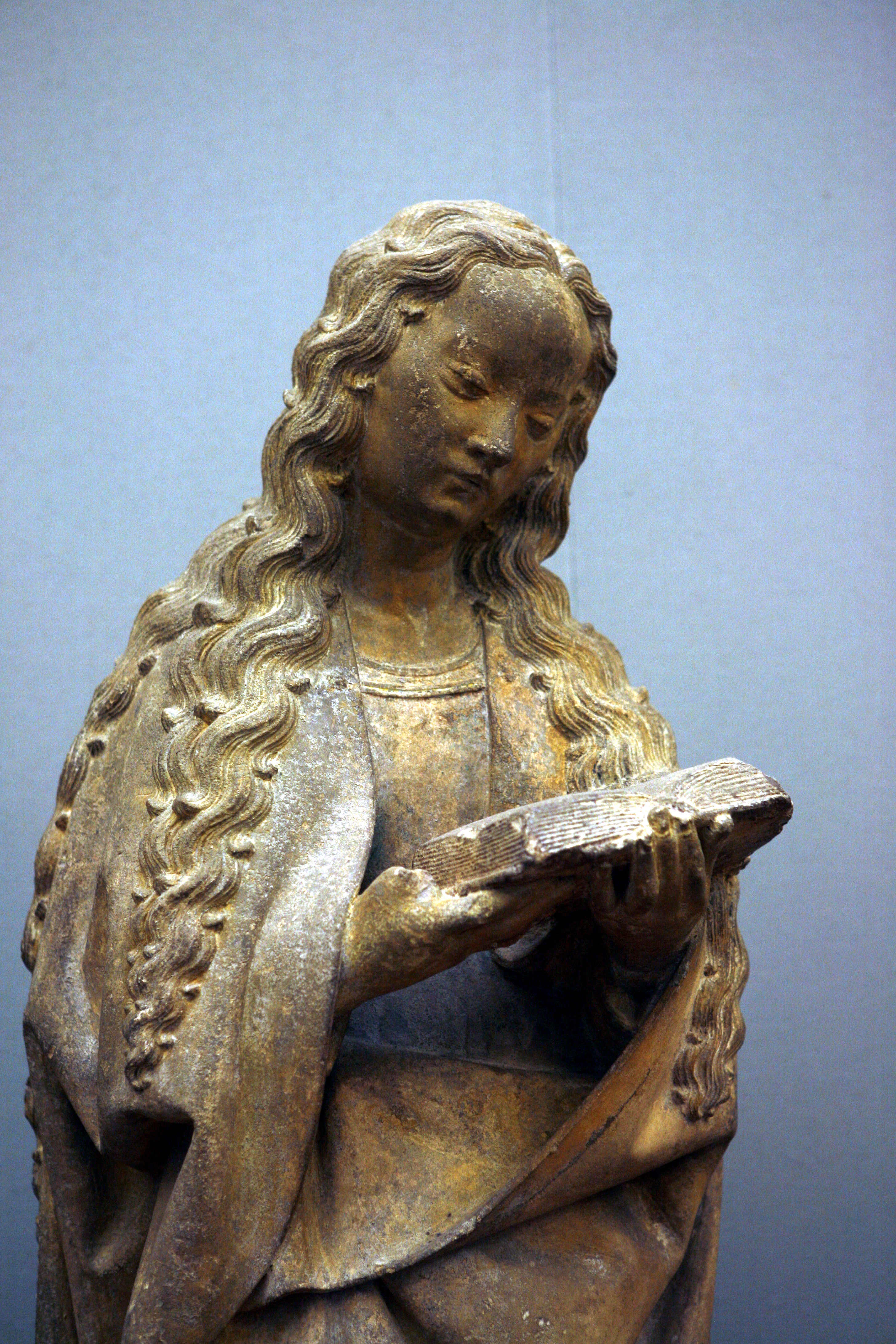
Lezende heilige. Beeld toegeschreven aan de werkplaats van Juan de la Huerta. Dijon

- International Standard Name Identifier: 0000 0000 8388 2635
- Library of Congress Control Number: no2008053356
- RKD-Nederlands Instituut voor Kunstgeschiedenis: 457656
- Union List of Artist Names: 500036378
- Virtual International Authority File: 62743001